# Anri
Anri (杏里 en japonés, nacida el 31 de agosto de 1961 como Kawashima Eiko) es una cantautora de pop japonesa, originaria de la ciudad de Yamato, prefectura de Kanagawa, Japón.

## Biografía
Hizo su debut con la canción «Oribia wo Kikinagara» ('Mientras escucho a Olivia', 1978), la cual fue escrita por Amii Ozaki. En 1983, su canción «Cat's Eye» se usó como tema de apertura (opening) para la serie anime que llevó el mismo nombre. Dicha canción debutó como número uno en Countdown Japan, y estuvo durante cuatro semanas a la cabeza de la lista Oricon. «Cat's Eye» fue una de las primeras canciones del género City Pop en ser usada como opening de un anime.
1983 fue un gran año para Anri, ya que aparte de «Cat's Eye», las canciones «Kanashimi ga Tomaranai» ('No puedo detener la tristeza') y «Goodbye Boogie Dance» ('Adiós baile Boogie'), ambas pertenecientes al álbum Timely!! , adquirieron notable popularidad.
Otros de sus éxitos incluyen «Summer Candles» y «Dolphing Ring», las cuales se convirtieron en canciones representativas de bodas y recepciones japonesas.
A lo largo de los años 80 y principios de los 90, los álbumes de Anri fueron éxitos en ventas, y sus giras fueron bastante concurridas, con alrededor de 100.000 asistentes en la más prolífica. En 1987 realizó también una gira por Hawái. 
En 1998, fue la encargada de cantar el tema de clausura de los Juegos Olímpicos de invierno, llevados a cabo en la ciudad de Nagano.
En 2002 comenzó a colaborar con el guitarrista del género Jazz fusión Lee Ritenour, quien produjo su LP Smooth Jam - Quiet Storm.
En los últimos años, Anri ha ganado una mayor popularidad fuera de Japón gracias al resurgimiento del City pop, y a otros géneros como el Vaporwave y Future funk. Algunas de sus canciones usadas por artistas de los géneros anteriormente mencionados incluyen «Shyness Boy», «Last Summer Whisper», «Remember Summer Days» y «Windy Summer», entre otras.

## Discografía

### Álbumes
| Año  | Nombre del álbum                          | Casa discográfica            |
| ---- | ----------------------------------------- | ---------------------------- |
| 1978 | Apricot Jam                               | For Life Records             |
| 1979 | Feelin'                                   | For Life Records             |
| 1981 | 哀しみの孔雀 (Sad Peacock)                | For Life Records             |
| 1982 | Heaven Beach                              | For Life Records             |
| 1982 | Last Summer Whisper                       | For Life Records             |
| 1983 | Bi・Ki・Ni                                | For Life Records             |
| 1983 | Timely!!                                  | For Life Records             |
| 1984 | Coool                                     | For Life Records             |
| 1985 | Wave                                      | For Life Records             |
| 1986 | Mystique                                  | For Life Records             |
| 1986 | Trouble in Paradise                       | For Life Records             |
| 1987 | Summer Farewell                           | For Life Records             |
| 1988 | Boogie Woogie Mainland                    | For Life Records             |
| 1990 | Circuit of Rainbow                        | For Life Records             |
| 1990 | Mind Cruisin'                             | For Life Records             |
| 1991 | Neutral                                   | For Life Records             |
| 1992 | Moana Lani                                | For Life Records             |
| 1993 | 1/2 & 1/2                                 | For Life Records             |
| 1995 | Opus 21 (cover album)                     | For Life Records             |
| 1996 | Angel Whisper                             | For Life Records             |
| 1997 | Twin Soul                                 | For Life Records             |
| 1998 | Moonlit Summer Tales                      | For Life Records             |
| 1999 | Ever Blue                                 | For Life Records             |
| 2000 | The Beach House                           | For Life Records             |
| 2001 | My Music                                  | Dolphin Hearts               |
| 2002 | Smooth Jam: Aspasia (cover album)         | Dolphin Hearts               |
| 2002 | Smooth Jam: Quiet Storm (cover album)     | Dolphin Hearts               |
| 2003 | R134 Ocean Delights (cover album)         | For Life Records             |
| 2005 | Sol                                       | Columbia Music Entertainment |
| 2007 | Tears of Anri (cover album)               | Universal Music Japan        |
| 2008 | Tears of Anri 2 (cover album)             | Universal Music Japan        |
| 2009 | Anri Again – Best of Myself (cover album) | Universal Music Japan        |
| 2013 | Surf City -Coool Breeze- (cover album)    | Ivy Records                  |
| 2014 | Surf & Tears (cover album)                | Ivy Records                  |
| 2015 | Smooth & Groove                           | Ivy Records                  |
| 2016 | Melodies: Smooth & Groove                 | Ivy Records                  |
| 2017 | Fun Time (Live)                           | Ivy Records                  |
| 2018 | ANRI                                      | Ivy Records                  |

### Recopilaciones
| Año  | Nombre del álbum                                                     | Casa discográfica  |
| ---- | -------------------------------------------------------------------- | ------------------ |
| 1980 | Anri the Best                                                        | For Life Records   |
| 1982 | Amazing American ~ I Love Popping World, Anri ~                      | For Life Records   |
| 1986 | ザ・杏里                                                             | For Life Records   |
| 1987 | Meditation                                                           | For Life Records   |
| 1988 | My Favorite Songs                                                    | For Life Records   |
| 1991 | My Favorite Songs 2                                                  | For Life Records   |
| 1994 | 16th Summer Breeze                                                   | For Life Records   |
| 1994 | 16th Summer Breeze ORIGINAL KARAOKE                                  | For Life Records   |
| 2000 | Anri the Best                                                        | For Life Records   |
| 2007 | a day in the summer The Best from "16th Summer Breeze" and "OPUS 21" | For Life Records   |
| 2011 | Heart to Heart 〜with you〜                                          | Warner Music Japan |